# Primeira Liga 2011-12
Sezonul 2011-2012 al competiției Primeira Liga (cunoscută și ca Liga Zon Sagres din motive de sponsorizare) este al 78-lea sezon al celei mai importante competiții de fotbal din Portugalia. Sezonul a început la 14 august 2011 și se va termina pe 13 mai 2012. Echipa F.C. Porto este actuala campioană.

## Echipe
În total, un număr de 16 echipe vor evolua în ligă, dintre care 14 au jucat deja în sezonul 2010-2011 iar două au promovat din Liga de Honra. Cele două echipe retrogradate după sezonul anterior au fost Portimonense și Naval. Echipele care le-au înlocuit în actualul sezon sunt campioana ligii secunde Gil Vicente și clubul Feirense care este la a patra prezență în primul eșalon.
| Club              | Oraș                 | Stadion                             | Capacitate | Poz. în sez. 2010-11      |
| ----------------- | -------------------- | ----------------------------------- | ---------- | ------------------------- |
| F.C. Porto        | Porto                | Estádio do Dragão                   | 52.000     | 1                         |
| S.L. Benfica      | Lisabona             | Estádio da Luz                      | 65.647     | 2                         |
| Sporting Lisabona | Lisabona             | Estádio José Alvalade               | 8.800      | 3                         |
| SC Braga          | Braga                | Estádio AXA                         | 30.154     | 4                         |
| Vitória SC        | Guimarães            | Estádio D. Afonso Henriques         | 30.000     | 5                         |
| CD Nacional       | Funchal              | Estádio da Madeira                  | 5.132      | 6                         |
| Paços de Ferreira | Paços de Ferreira    | Estádio da Mata Real                | 5.172      | 7                         |
| Rio Ave           | Vila do Conde        | Estádio dos Arcos                   | 12.820     | 8                         |
| Marítimo          | Funchal              | Estádio dos Barreiros               | 9.177      | 9                         |
| UD Leiria         | Leiria               | Estádio Municipal da Marinha Grande | 6.000      | 10                        |
| S.C. Olhanense    | Olhão                | Estádio José Arcanjo                | 10.080     | 11                        |
| Vitória FC        | Setúbal              | Estádio do Bonfim                   | 18.694     | 12                        |
| Beira-Mar         | Aveiro               | Estádio Municipal de Aveiro         | 32.830     | 13                        |
| Académica         | Coimbra              | Estádio Cidade de Coimbra           | 30.000     | 14                        |
| Gil Vicente       | Barcelos             | Estádio Cidade de Barcelos          | 12.504     | 1 (Liga de Honra 2010-11) |
| C.D. Feirense     | Santa Maria da Feira | Estádio Marcolino de Castro         | 6.000      | 2 (Liga de Honra 2010-11) |